# Vražda Dominiquea Bernarda
Vražda Dominiquea Bernarda se stala 13. října 2023 při džihádistickém útoku ve škole v Arras.

## Čin
Dominique Bernard, 57letý docent moderní literatury, když se snažil chránit své studenty, byl bodnými ranami smrtelně zraněn na krku a hrudníku. Útočník nožem ještě zranil další tři zaměstnance školy: učitel tělesné výchovy byl těžce zraněn v obličeji, pracovník ostrahy měl několik bodných ran a údržbář utrpěl lehké zranění na tváři.

## Koincidence
Podle svědectví Martina-Rocha Doussaua, učitele filozofie na střední škole Gambetta, terorista hledal „učitele dějepisu,“ což připomíná atentát na Samuela Patyho, který se stal též v pátek, o tři roky dříve, tento učitel dějepisu a zeměpisu byl zavražděn a poté sťat nožem mladíkem pocházejícím z Čečny.
Jiní hledali motivaci k teroru ve spojení se „Dnem džihádu,“ který v souvislosti s teroristickým útokem členů Hamásu proti cílům v Izraeli, 7. října 2023, vyhlásil jeden z dřívějších vůdců Hamásu Khaled Meshaal.

## Radikalizace
Dvacetiletý pachatel Mohammed Mogouchkov původem z Ingušska, který krátce před činem přísahal věrnost „Islámskému státu,“ je obžalován z atentátu v souvislosti s terorismem; jeho mladší bratr, v té době šestnáctiletý, je stíhán za spoluúčast na vraždě. Oba jsou umístěni ve vyšetřovací vazbě až do konání soudního řízení.

## Laissez faire
Čtyři dny po činu vypovídala Mickaëlle Patyová před senátní vyšetřovací komisí zřízené ve věci „výhrůžky a útoky na učitele.“ 
Vyjádřila názor, že od vraždy Samuela Patyho, jejího staršího bratra, nebyla ve (francouzském) školství po celé tři roky přijata vůbec žádná ochranná opatření: „Kdyby smrt mého bratra alespoň posloužila nějakému účelu, pak by tu Dominique Bernard stále ještě byl.“